# Ињација (Беневенто)
Ињација је насеље у Италији у округу Беневенто, региону Кампанија.
Према процени из 2011. у насељу је живело 232 становника. Насеље се налази на надморској висини од 300 м.